# Кастро-де-Філабрес
Кастро-де-Філабрес (ісп. Castro de Filabres) — муніципалітет в Іспанії, у складі автономної спільноти Андалусія, у провінції Альмерія. Населення — 154 особи (2010).
Муніципалітет розташований на відстані близько 380 км на південь від Мадрида, 38 км на північ від Альмерії.

## Демографія
Динаміка населення (INE ):

## Галерея зображень

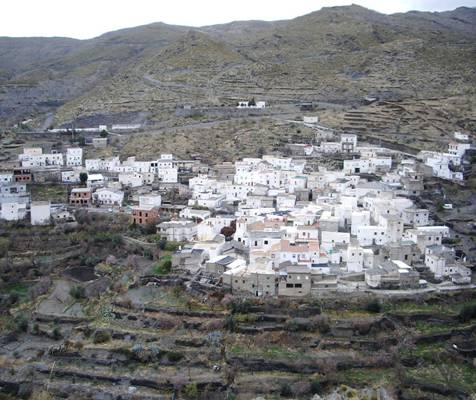
Кастро-де-Філабрес